# Gordunes
Les Gordunes, les Pleumosiens, les Lévaques, les Centrons (ou Ceutrons) et les Grudiens étaient des tribus clientes (de la famille, dépendant) des Nerviens, peuple de la Gaule belgique. 
Les Gordunes - Geidumnes ou Geidumnos, dans le texte - habitaient sur les rives de Sambre, de Marcinelle à Solre-sur-Sambre, dans le Hainaut belge.